# Paolo Giulietti
Paolo Giulietti (* 1. ledna 1964 Perugia) je italský římskokatolický duchovní a arcibiskup Luccy.

## Život
Narodil se 1. ledna 1964 v Perugii.
Vstoupil do Papežského regionálního semináře Umbrie v Assisi. Teologické a filosofické vzdělání získal na Teologickém institutu v Assisi. Následně studoval na Papežské salesiánské univerzitě obory teologie, pastorace mládeže a katechismus, kde obdržel licenciát. Dne 29. září 1991 byl arcibiskupem Enniem Antonellim vysvěcen na kněze a inkardinován do arcidiecéze Perugia-Città della Pieve. Stal se farním vikářem u svatého Sixta v rodném městě a měl na starost mládež v Katolické akci.
Roku 2001 byl jmenován ředitelem Národní služby pro pastoraci mládeže při Italské biskupské konferenci. Dne 25. července 2005 mu byl udělen titul Kaplan Jeho Svatosti. Od roku 2007 byl knězem farnosti svatého Bartoloměje ve čtvrti Ponte San Giovanni. Dne 24. června 2010 byl ustanoven generálním vikářem arcidiecéze a moderátorem kurie.
Dne 30. května 2014 jej papež František jmenoval pomocným biskupem arcidiecéze Perugia-Città della Pieve a titulárním biskupem z Termini Imerese. Biskupské svěcení přijal 10. srpna z rukou kardinála Gualtiera Bassetti a spolusvětiteli byli kardinál Ennio Antonelli a arcibiskup Giuseppe Chiaretti. Tento úřad zastával do 19. ledna 2019, kdy byl ustanoven arcibiskupem Luccy.